# World Harp Congress

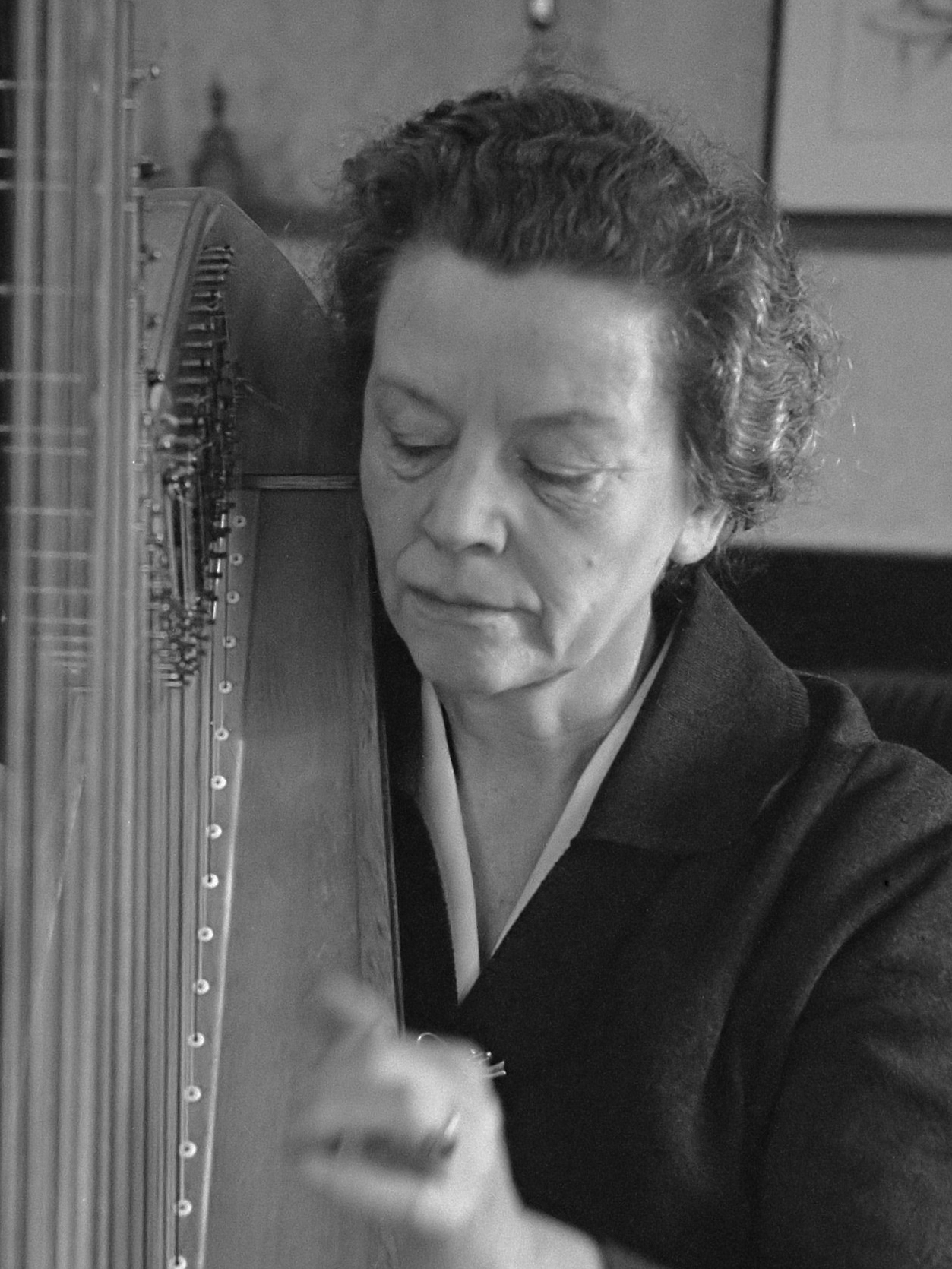
Phia Berghout (1964)

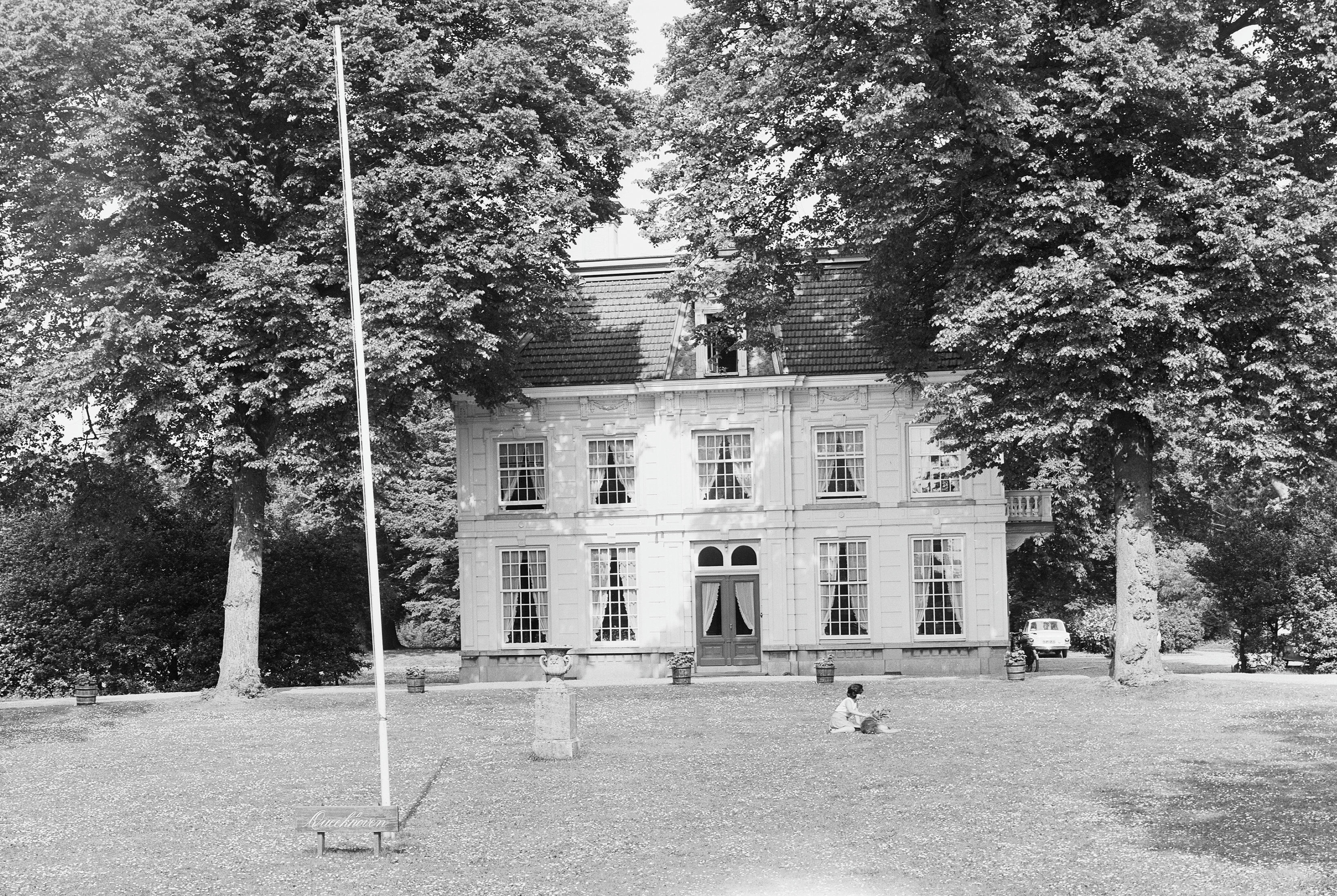
Queekhoven

Het World Harp Congress (WHC) is een in 1981 door de harpistes Phia Berghout en Maria Korchinska opgerichte particuliere non-profitorganisatie. Het WHC vindt elke drie jaar wereldwijd plaats en heeft als doel de uitwisseling van ideeën te bevorderen, contacten te stimuleren en het componeren van nieuwe muziek voor de harp aan te moedigen. Na Phia berghout werd de organisatie geleid door Susann McDonald (1935-2025) en de Hollywoodharpiste Ann Mason Stockton (1916-2006). In het bestuur zit als vice-president Alex Bonnet, harpist in o.a. het Keros Ensemble. Medebestuurslid en voorzitter van de commissie Focus on Youth is harpiste Ernestine Stoop.

## Achtergrond en oprichting
Nederland kreeg zijn eerste internationale harpweek tussen 23 en 29 juli 1960 gehouden op de buitenplaats Land en Bosch te 's-Graveland. Soloharpiste Phia Berghout van het Koninklijk Concertgebouworkest was initiatiefnemer voor de studieweek met deelnemers uit Nederland en de ons omringende landen. Zij werd bijgestaan door de Russische harpiste Maria Korchinska. Het plan kwam bij haar op na samen met Korchinska jurylid geweest te zijn op een harpconcours in Israël. Met hun vriendschap begonnen de internationale harpweken, die elke zomer in Nederland werden gehouden, vanaf 1963 in het kasteeltje Queekhoven te Breukelen, vanaf 1975 in Zuid-Limburg. Van 6 tot 18 juli 1979 werd in Kerkrade en Maastricht de laatste en 19e internationale harpweek gehouden.

## Activiteiten
Het WHC organiseerde eerst tweejaarlijkse, later driejaarlijkse bijeenkomsten. Het eerste werd gehouden in Maastricht in 1983, waar Phia Berghout de organisatie officieel overdroeg aan de Amerikaanse harpiste en docente aan de Juilliard School Susan McDonald, zelf bleef zij vice-voorzitter. De organisatie was in handen van de pas opgerichte Phia Berghout Stichting.
Latere congressen waren in Jeruzalem (1985),Wenen (1987), Parijs-Sèvres (1990), Kopenhagen (1993), Seattle-Tacoma (1996), Praag (1999), Genève (2002), Dublin (2005), Amsterdam (2008), Vancouver (2011), Sydney (2014), Hongkong (2017), en Cardiff (2022). In 2026 zal het congres gehouden worden in Toronto, met een focus op de jeugd.
De organisatie geeft halfjaarlijks een magazine uit, het 'World Harp Congress Review'. Het magazine werd opgericht door Linda Wood Rollo in 1984 en voor het eerst gepubliceerd als nieuwsbrief met vertalingen in negen talen. Later, met een netwerk van officiële correspondenten, wordt  nieuws uit de hele wereld verzameld, waaronder informatie over evenementen, harpisten, hedendaagse componisten en hun werken voor de harp, professionele informatie en wetenschappelijke artikelen en worden deze in mei en november in het magazine gepubliceerd. Latere redacteuren waren Ann Yeung (2002-2014) en Isabel Moretón-Achsel (sinds 2015). Correspondenten voor Nederland zijn Jaike Bakker, voor België Astrid Desantoine.
De 'International Harp Archives' van het WHC bevat een uitgebreide collectie harpmuziek en memorabilia met betrekking tot de harp als instrument en de muzikanten die hun leven hebben gewijd aan het behoud en de bestendiging van de geschiedenis en toekomst van de harp. De materialen variëren van partituren , manuscripten en opnames tot foto's, correspondentie, concertprogramma's en andere documenten. Momenteel herbergt de afdeling naast de archieven 11.000 partituren en opnames.